# Caves Rondel
Caves Rondel és una obra del municipi de Cervelló (Baix Llobregat) inclosa en l'Inventari del Patrimoni Arquitectònic de Catalunya.

## Descripció
L'edifici principal és una nau de 100 metres de llarg per 20 d'ample inspirada en les drassanes de Barcelona. A l'interior hi ha uns arcs principals amb una llum de 13,50 metres, i altres secundaris de 6 metres. L'estructura de formigó armat va ser projectat per l'enginyer Jaime Artigas.
Entre els anys 1970 i 1975, Lluís Bonet Garí va fer la Sala Noble. És una estança amb voltes d'aresta, d'inspiració romànica. En les claus de volta hi ha representat un gotim de raïm i una mà que recorda l'escut de Raïmat.
A l'interior de les caves hi ha una capella amb la Verge de Raïmat, feta en pedra i envoltada d'ampolles. Davant de l'entrada hi ha un jardí projectat per A. Bertrán Martí l'any 1963.

## Història
Les caves Rondel van ser fundades per la família Raventós l'any 1949. anteriorment, l'any 1945, Jesús Raventós i Manuel Pagés van obrir una bodega a Argentina però finalment la van tancar i van tornar a Espanya.
L'any 1951 van sortir de les caves les primeres ampolles de la marca Delapierre i, l'any 1957, les primeres de la marca Rondel. L'any 1958 es va projectar una nova fase de creixement per ampliar l'espai disponible per emmagatzematge. L'any 1976 es va construir la sala d'actes, sota la direcció de Lluís Bonet Garí, deixeble de Gaudí.